# Martín S. Soria
Martín Sebastián Soria (ur. 1911 w Berlinie, zm. 15 lutego 1961 w Brukseli) – hiszpański historyk sztuki, specjalista w sztuce Francisca de Zurbarána.
W 1933 ukończył prawo na Uniwersytecie Centralnym w Madrycie, a następnie doktorat z jurysprudencji na Uniwersytecie w Zurychu. Zainteresowany historią sztuki przeniósł się na Harward, gdzie w 1949 pod kierunkiem Chandlera R. Posta napisał doktorat, który poświęcił twórczości Francisca de Zurbarána. Wykładał na Uniwersytecie Princenton w katedrze języka hiszpańskiego. W 1953 w Londynie opublikował rozszerzoną wersję doktoratu. W 1956 został profesorem Uniwersytetu w Michigan. W 1959 razem z George’em Kublerem wydał Baroque Art and Architecture in Spain and Portugal and Their American Dominions, 1500-1800.
Zginął 15 lutego 1961 w katastrofie lotniczej pod Brukselą. Zaproszony przez rząd Hiszpanii podróżował do Europy, aby wziąć udział w uroczystościach z okazji 300. rocznicy śmierci Velázqueza.